# Pierre-Simon Ballanche
Pierre-Simon Ballanche, né à Lyon le 4 août 1776 et mort à Paris le 12 juin 1847, est un écrivain et philosophe français.

## Vie et œuvre
Il est le fils d'un des plus grands imprimeurs lyonnais de l'époque.
Adolescent, il fuit la ville de Lyon pendant le siège de la ville sous la Révolution et garde le traumatisme de cette expérience. Son premier essai, Du sentiment considéré dans ses rapports avec la littérature et les arts, paraît en novembre 1801 à Lyon, sur les presses de l'imprimerie familiale, et passe presque inaperçu. Ballanche y développe la thèse d'un retour à la religion et à la poésie par le biais du sentiment : « Cette même religion, à laquelle nous devons tant et de si grands bienfaits, est encore le principe fécondateur de tous les succès dans les lettres et dans les arts. » Proche du courant catholique marqué par Chateaubriand, il s'installe à Paris et développe une approche originale de la Contre-Révolution, qui en fait selon la formule de Paul Bénichou, « un contre-révolutionnaire progressiste ».
Ses écrits se rattachent à une seule et même pensée, l'histoire des destinées du genre humain et la rénovation sociale. Vouées, selon lui, à des périodes alternatives de destruction et de régénération, les sociétés accomplissent une sorte d'épopée cyclique, qu'il entreprit de raconter. Il espérait concilier le dogme religieux de la chute et de la réhabilitation de l'homme avec le dogme philosophique de la perfectibilité humaine.
Pendant la Restauration, il est lié au mouvement ultraroyaliste. Écrivain, philosophe et un temps imprimeur, Ballanche voit la Révolution comme un chaos cosmique (Essais de Palingénésie sociale, 1827-1829), le régicide reflétant l'évolution générale, qui allie la déchéance et la réhabilitation, dans une dialectique de la rupture et de la continuité, de la liberté et de la nécessité. Dans l’Essai sur les institutions sociales dans leur rapport avec les idées nouvelles (1818), Le Vieillard et le jeune homme (1819), L’homme sans nom et l'Élégie (1820), La Vision d'Hébal (1831), le système ballanchien affirme que l'homme s'élèvera, sous l'égide de la Providence et avec l'aide du Christ, à la hauteur de son destin. Cause de la chute, la volonté humaine doit se redresser pour permettre la réhabilitation de la créature.

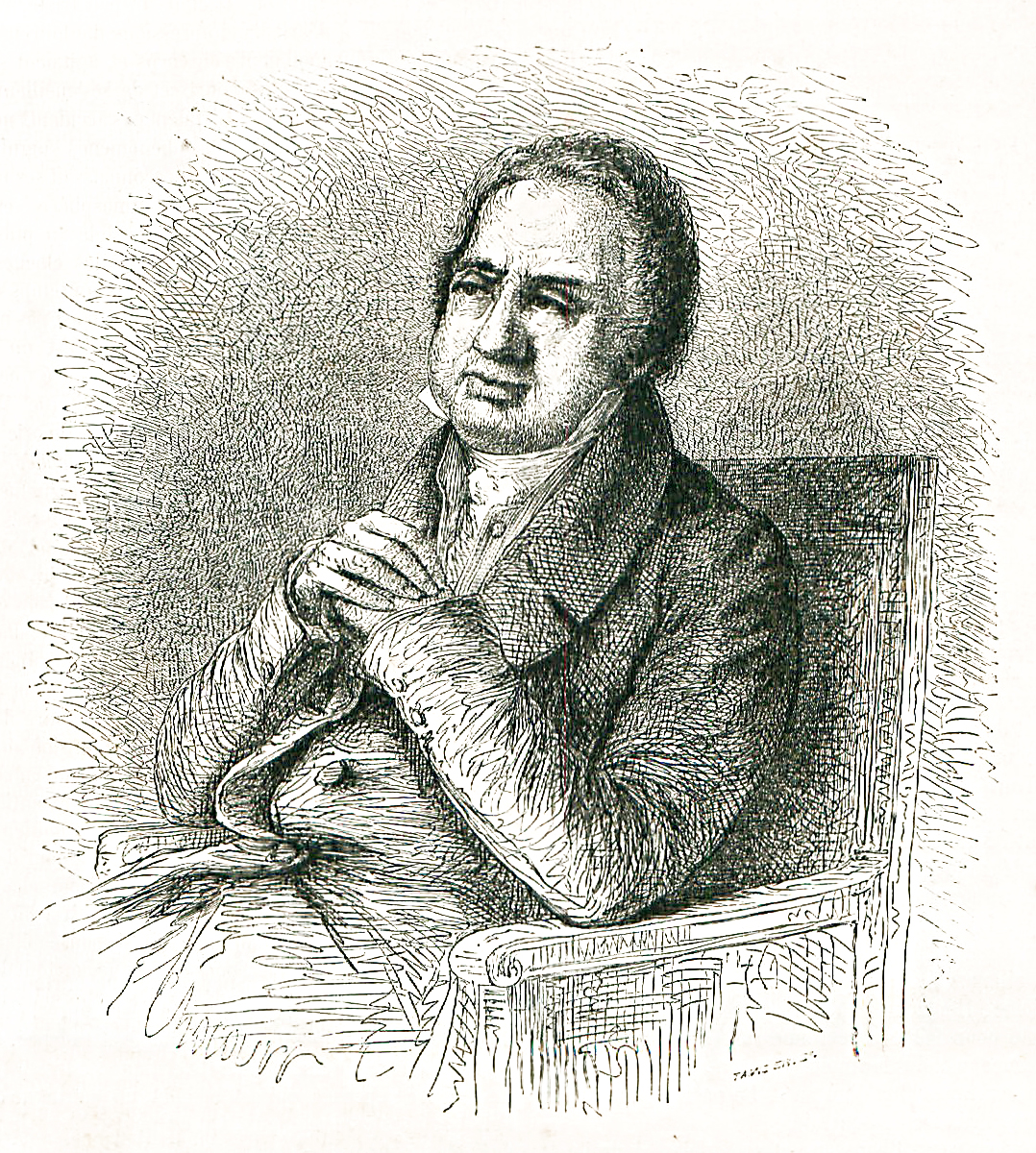
Pierre-Simon Ballanche, dessin de Bocourt (gravure 1858).

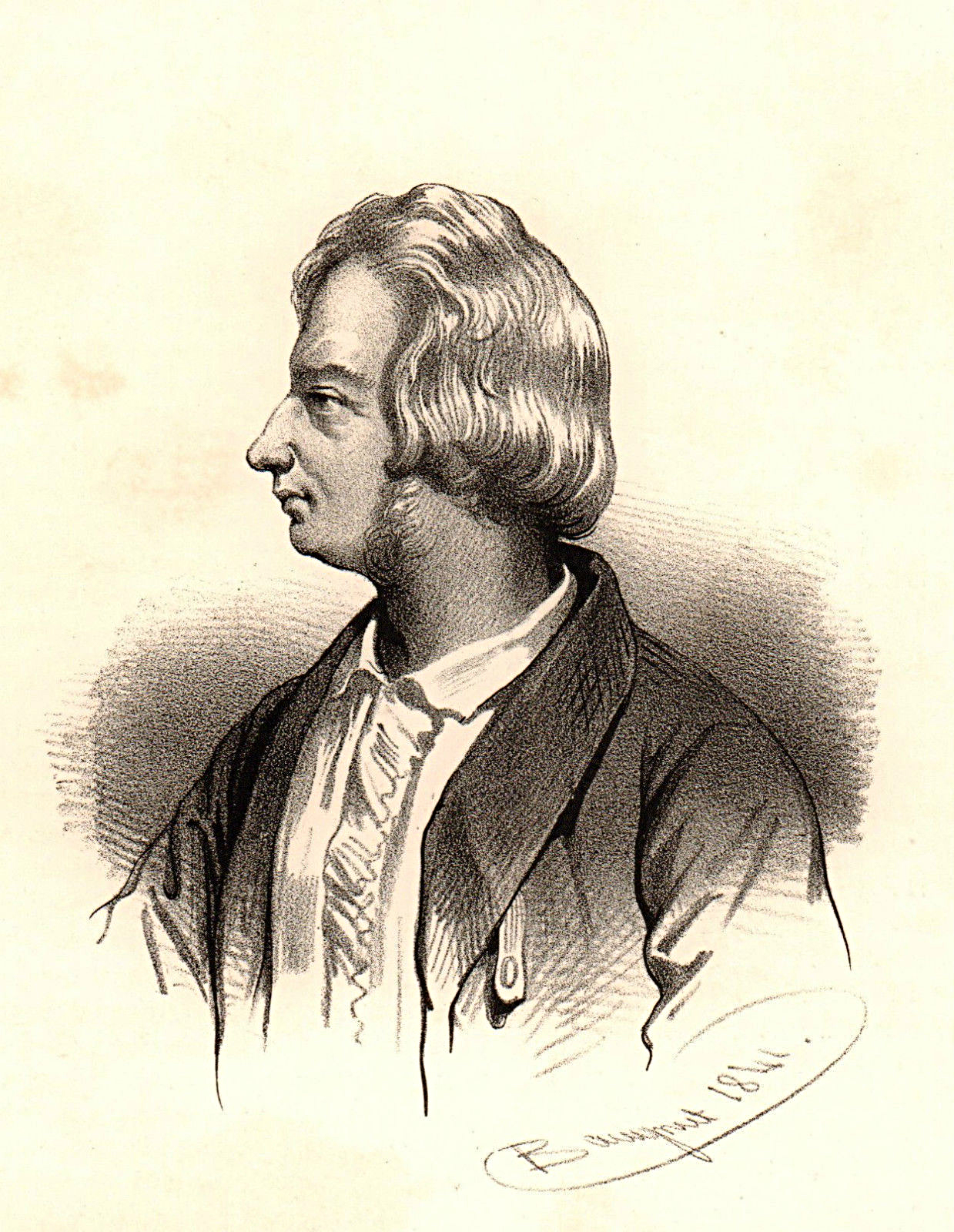
Pierre-Simon Ballanche. Lithographie, 1848.

Ballanche fut élu membre de l'Académie française en 1842.
Ami de François-René de Chateaubriand et de Mme Récamier, Ballanche est inhumé au cimetière Montmartre dans le caveau de cette dernière.
Épistolier, il a échangé de nombreuses lettres avec Chateaubriand, Madame Récamier, Sainte-Beuve, la comtesse de Hautefeuille Madame Swetchine...

## Affiliations académiques
- Académie des sciences, belles-lettres et arts de Lyon, 1803 - 1847 (il en fut même président)
- Académie française, 1842
- Société historique, archéologique et littéraire de Lyon, 1808 - 1820

### Ouvrages
- Du sentiment considéré dans ses rapports avec la littérature et les Arts (1801)
- Fragments (1808)
- Inès de Castro (1811), nouvelle
- Essai sur les institutions sociales dans leur rapport avec les idées nouvelles Didot (1818)
- Le grand ouvrage que Ballanche méditait devait s'intituler Palingénésie sociale. Des poèmes philosophiques qu'il composa successivement en sont des épisodes :
  - Antigone (1813)
  - Orphée (1832) 
  - Vision d'Hébal, chef d'un clan écossais (1831) Pierre-Simon Ballanche. Gravure XIXe siècle, Les Contemporains.

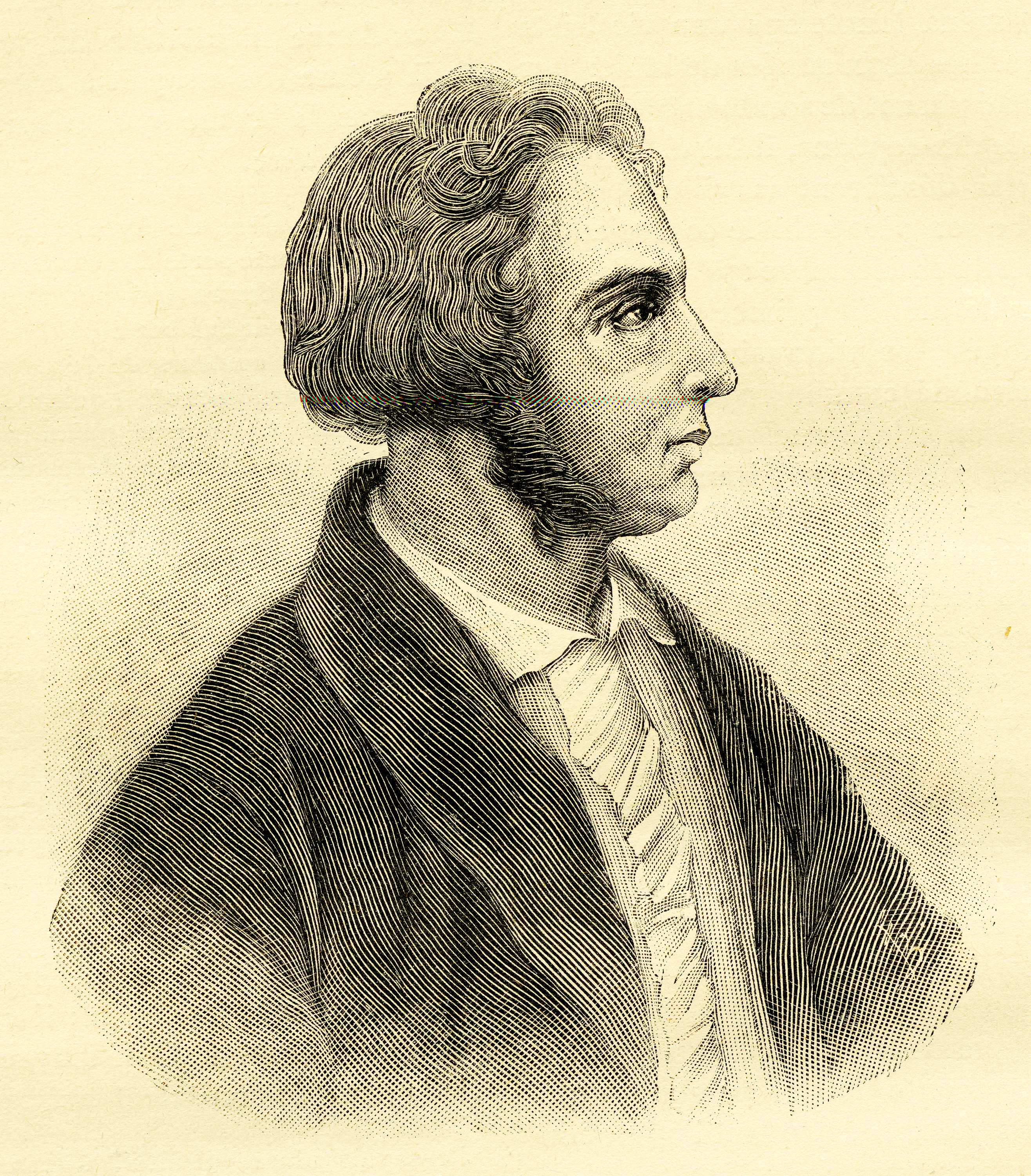
Pierre-Simon Ballanche. Gravure XIXe siècle, Les Contemporains.

  - La Ville des expiations (1832, 1re éd. 1909) 
  - L'Homme sans nom
  - Le Vieillard (1re éd. 1819)
  - Le Jeune homme (1re éd. 1819). Le vieillard et le Jeune Homme, Garnier, coll. "Les classiques de la politique", 1981, 159 p., présentation et notes Arlette Michel.
- Essais de palingénésie sociale (1820). Ils parurent en 1827-1829, ils sont l'introduction du projet Palingénésie sociale.
- Ses Œuvres ont été réunies par lui-même en quatre volumes en 1830 et en six volumes en 1832, Bureau de l'encyclopédie des connaissances utiles ; réimpression : Œuvres complètes en 1 vol., Genève, Slatkine Reprints, 1967.
- Première sécession de la plèbe. Formule générale de l'histoire de tous les peuples, appliquée à l'histoire du peuple romain. Préface de Jacques Rancière. éditions Pontcerq, 2017.

### Études
- Paul Bénichou a beaucoup écrit sur l'importance historique de Ballanche, notamment dans Le Sacre de l'écrivain (1973), Le Temps des prophètes (1977) et Variétés critiques (1996).
- Gisèle Hervé, Pierre-Simon Ballanche, Nîmes, Lacour, 1990.
- Marc Fumaroli, Chateaubriand, Poésie et Terreur, Paris, Éditions de Fallois, 2003, 800 p. (ISBN 978-2-87706-483-5), p. 501 à 542 : Chateaubriand et Ballanche.
- Gaston Frainnet, Essai sur la philosophie de Pierre-Simon Ballanche, Lyon, 1904.
- Jean-Jacques Ampère, Ballanche, 1849.
- J. Buche, L'école mystique de Lyon (1776-1847), Alcan, 1935.
- Jacques Roos, Les idées philosophiques de Victor Hugo : Ballanche et Victor Hugo, Nizet, 1958.
- Daniel S. Larangé, Sciences et Mystique dans le romantisme social: discours mystiques et argumentation scientifique au XIXe siècle, Paris, L'Harmattan, 2014, p. 69–100. (ISBN 9782343042558)
- Maryannick Lavigne-Louis et Jacques Hochmann, "BALLANCHE Pierre Simon", dans Dominique Saint-Pierre (dir.), Dictionnaire historique des académiciens de Lyon 1700-2016, Lyon : Éditions de l'Académie (4, avenue Adolphe Max, 69005 Lyon), 2017, p. 92-95.
- Jean-François Marquet, Philosophies du secret : Études sur la gnose et la mystique chrétienne (XVIe-XIXe s.), Éditions du Cerf, 2007.
- Mona Ozouf, « Ballanche : l'idée et l'image du régicide », Le Débat, Paris, Gallimard, no 39 « Dossier : Figures et légendes de la contre-révolution »,‎ mars-mai 1986, p. 67-80 (ISSN 0246-2346, e-ISSN 2111-4587, DOI 10.3917/deba.039.0067).
- Stéphane Zékian, « La leçon de Ballanche », dans L’Invention des classiques. Le « siècle de Louis XIV » existe-t-il?, CNRS Éditions, 2012, p. 249-254.

### Connexions internes
- palingénésie

## Source
Cet article comprend des extraits du Dictionnaire Bouillet. Il est possible de supprimer cette indication, si le texte reflète le savoir actuel sur ce thème, si les sources sont citées, s'il satisfait aux exigences linguistiques actuelles et s'il ne contient pas de propos qui vont à l'encontre des règles de neutralité de Wikipédia.